# Bar, Črna gora
Bar je naselje v Črni gori, ki je upravni sedež občine Bar, kakor tudi rimskokatoliške nadškofije (od 1034; škofija pa je bila ustanovljena že v 9.stoletju), ki je neposredno podrejena Svetemu sedežu. Škofje so v zadnjem obdobju albanskega rodu, kar ustreza nacionalni sestavi večine vernikov. Mesto je tudi turistični center ter glavno črnogorsko pristanišče, ki ga z zaledjem povezuje železniška proga Beograd–Bar. 

## Demografija
| Pregled števila prebivalstva po letih | Pregled števila prebivalstva po letih | Pregled števila prebivalstva po letih | Pregled števila prebivalstva po letih | Pregled števila prebivalstva po letih | Pregled števila prebivalstva po letih | Pregled števila prebivalstva po letih | Pregled števila prebivalstva po letih | Pregled števila prebivalstva po letih |
| ------------------------------------- | ------------------------------------- | ------------------------------------- | ------------------------------------- | ------------------------------------- | ------------------------------------- | ------------------------------------- | ------------------------------------- | ------------------------------------- |
| 1948                                  | 1953                                  | 1961                                  | 1971                                  | 1981                                  | 1991                                  | 2003                                  | 2011                                  | 2023                                  |
| 897                                   | 1113                                  | 2184                                  | 3612                                  | 6742                                  | 10971                                 | 13719                                 | 13503                                 | 14823                                 |